# Tsori-Gilod-Synagoge (Lemberg)

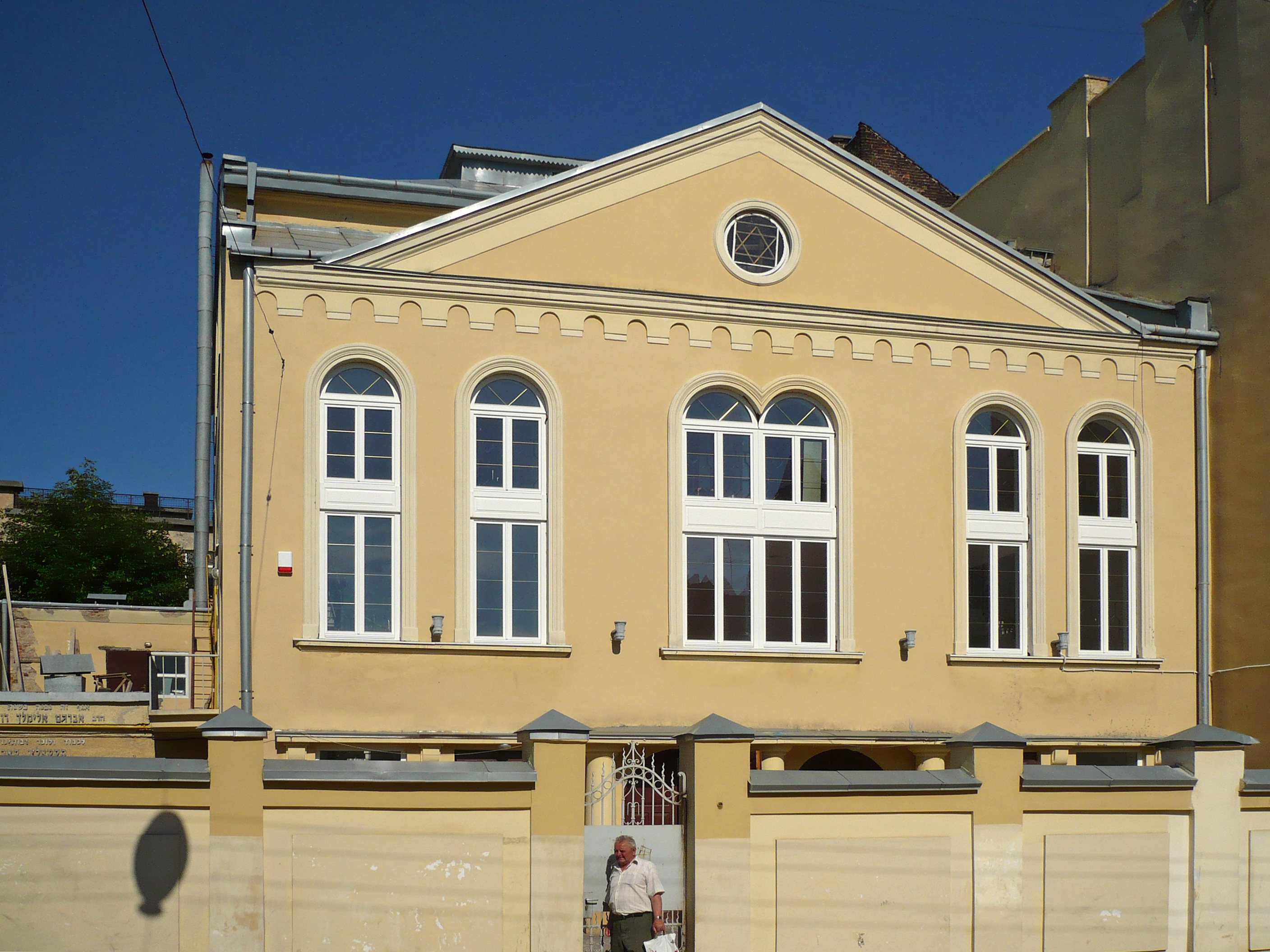
Tsori-Gilod-Synagoge in Lemberg

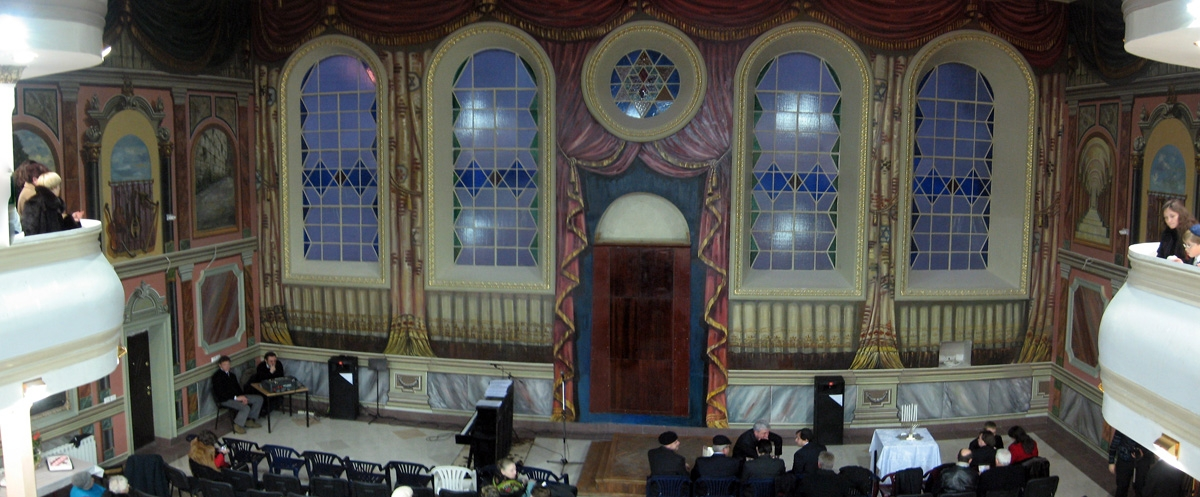
Intérieur der Tsori-Gilod-Synagoge in Lemberg

Die Tsori-Gilod-Synagoge ist neben der Chassidischen Synagoge die einzige von ehemals circa 50 Lemberger Synagogen, die während der deutschen Besatzung im Zweiten Weltkrieg nicht zerstört wurde. Sie befindet sich in einer Straße mit Wohnhäusern.

## Geschichte
Die Synagoge wurde 1925 nach Plänen des Architekten Albert Kornblüth erbaut. Die Finanzierung hatte die jüdische Wohlfahrtsorganisation Beit-Aaron-we-Israel übernommen. Während des Zweiten Weltkriegs war sie ein Pferdestall. Danach wurde sie von den sowjetischen Behörden als Lagerhaus genutzt. Die Rückgabe an die jüdische Gemeinde erfolgte 1989. In den Jahren 1995 bis 1997 sowie 1999 bis 2000 wurde sie renoviert und teilweise umgebaut.

## Architektur
Die Tsori-Gilod-Synagoge wurde im Stil des Barock errichtet. Sie war für 384 Gläubige ausgelegt. Neben der hölzernen Bimah im Gebetsraum gab es noch eine durch einen Seidenvorhang abgetrennte Galerie für die Frauen. Ein oberes Deckenlicht zeigte einen Davidstern. Die Wände wurden mit eindrucksvollen Wand- und Deckenmalereien verziert; damit ist sie eine der wenigen Synagogen in der Ukraine, an denen noch Wandmalereien zu sehen sind.

## Renovierungen
Bei den Renovierungen wurden einige Umbauten durchgeführt, so wurde das Deckenlicht mit dem Davidstern abgedeckt. Bei den Innenrenovierungen 2004 und 2005 wurden die Wand- und Deckengemälde nicht besonders professionell wieder hergestellt, so dass sie viel von ihrem ursprünglichen Charakter verloren.